# Kykkelsrudsbanen
| Lokomotive „Bayreuth“ etwa 1903 |                      |                               |                               |
| Umgebungskarte von Askim, 1914 |                      |                               |                               |
| Streckenlänge: | 5,5 km               |                               |                               |
| Spurweite: | 1435 mm (Normalspur) |                               |                               |
| Maximale Neigung: | 60 ‰                 |                               |                               |
| |                      |                               |                               |
| \| \| 5,5 \| Kykkelsrud \| Kykkelsrud \| \| \| \| Indre Østfoldbanen von Ski \| \| \| \| \| Bahnstrecke Askim–Solbergfoss \| \| \| \| 0,0 \| Askim \| Askim \| \| \| \| Vammabanen \| \| \| \| \| Østfoldbanen nach Mysen \| \| |                      |                               |                               |
| Betriebs-/Güterbahnhof Streckenanfang (Strecke außer Betrieb) | 5,5                  | Kykkelsrud                    | Kykkelsrud                    |
| Abzweig ehemals geradeaus und von links |                      | Indre Østfoldbanen von Ski    | Indre Østfoldbanen von Ski    |
| Abzweig geradeaus und ehemals von links |                      | Bahnstrecke Askim–Solbergfoss | Bahnstrecke Askim–Solbergfoss |
| Bahnhof | 0,0                  | Askim                         | Askim                         |
| Abzweig geradeaus und ehemals nach rechts |                      | Vammabanen                    | Vammabanen                    |
| Strecke |                      | Østfoldbanen nach Mysen       | Østfoldbanen nach Mysen       |

Kykkelsrudsbanen war eine nur für den Güterverkehr verwendete normalspurige Nebenbahn, die ihren Ausgangspunkt in der norwegischen Stadt Askim an der Indre Østfoldbane im Fylke Østfold hatte und im Endausbau zum Wasserkraftwerk Kykkelsrud führte.

## Geschichte
Die Strecke wurde 1900 für die Zellstofffabrik Glommens Træsliberi von Anders C. Furuholmen in Betrieb genommen. Während der Bauphase wurde die geplante Strecke verlängert und von Schuckert & Co. für den Bau des Kraftwerks Kykkelsrud fertiggestellt. Die 5,5 Kilometer lange Strecke wurde mit Schienen mit einem Metergewicht von 22 kg gebaut.
Nach dem Erbauer der Strecke wurde diese Schuckertlinna genannt, wobei der Abschnitt Ihlen–Krosby gemeint ist, während der Begriff Kykkelsrudbane für die gesamte Strecke häufiger benutzt wird.
Wie auf der Vammabane gab es auf der Kykkelsrudbane keine Drehscheibe. Die Lokomotiven mussten in eine Richtung immer rückwärts fahren.
1935 wurde die Firma A/S Glassvatt gegründet. Der Gesamtverkehr nach Kykkelsrud wurde zwischen 1958 und 1959 eingestellt. A/S Glassvatt nutzte den ersten Teil der Kykkelsrudbane in der Nähe des Zentrums von Akim ab etwa 1960 als Anschlussbahn. Die Schienen auf dem Abschnitt Krosby–Kykkelsrud wurden vor 1961 abgebaut, der Abschnitt Krosby–Sollia folgte 1965.
Das letzte Mal nutzte A/S Glassvatt, jetzt GLAVA, diesen Teil der Kykkelsrudbane im Januar 2002. Dann wurde die Verbindung zur Hauptbahn im Herbst 2004 unterbrochen. Die Reststrecke ist noch vorhanden.
Schuckertlinna ist noch heute der Name einer Straße in Askim, die dem Streckenverlauf folgt.

## Fahrzeuge

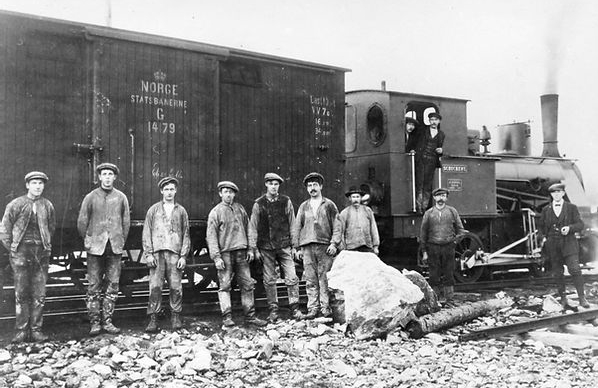
Lokomotive „Schuckert“ etwa 1902

Die Strecke wurde zuerst von der Lokomotive Bayreuth befahren, die Glommens Træsliberi gehörte. Die Bayreuth war eine Bayerische D VI, die von Maffei in München mit der Fabriknummer 1300 1882 gebaut wurde. Sie wurde am 12. Dezember 1900 in Bayern ausgemustert und an Schuckert & Co. in Nürnberg verkauft. Von dort wurde sie nach Norwegen verschifft. Die beförderten Güter waren Späne und Holz für das Zellstoffwerk. 1918 wurde sie für kurze Zeit an das Werk Mørkfoss / Solbergfoss an der Bahnstrecke Askim–Solbergfoss verliehen, danach wurden die Fahrten mit ihr auf der Østfoldbane verboten.
1923 brannte Glommens Træsliberi nieder. Es war einer von mehreren Bränden im Laufe der Jahrhunderte. Das Feuer brach im Büro aus und griff auf den Lokschuppen über. Eine von zwei Lokomotiven konnte rechtzeitig geborgen werden, die Bayreuth verbrannte.
Nach Fertigstellung der Strecke befuhr Schuckert & Co. diese mit ihrer eigenen Lokomotive Schuckert. Schuckert brachte die Lokomotive mit dem Schiff nach Norwegen und über die Østfoldbane nach Askim und Kykkelsrud.
Die Lokomotiven Vamma, Plugg, Ulka und Maur (1906 von Borsig gebaut) gehören zur Kykkelsrudbane, viele Züge verkehrten zwischen Vamma und Kykkelsrud und die Lokomotiven wurden bei Bedarf auf beiden Strecken eingesetzt.

## Eisenbahnunfall von Askim
Ende März 1914 (vermutlich am 26. März) ereignete sich auf der Strecke unterhalb des Hofes Ihlen ein schwerer Unfall. Eine Motordraisine, die dem Kraftwerk Kykkelsrud gehörte, fuhr von Vamma in Richtung Bahnhof Askim. Im Fahrzeug waren die beiden italienischen Ingenieure Gregotti (Vater und Sohn), Anders C. Furuholmen und der Fahrer Karl Engen.
Die Draisine kam von Vamma und hatte im Bahnhof Askim angehalten. Vom Unfallhergang gibt es mehrere Versionen. Der Fahrer sagte aus, dass die Draisine im Bahnhof angehalten hatte. Sie benachrichtigten den Mitarbeiter, der für die Freimeldung der Strecke nach Kykkelsrud verantwortlich war. Da Engen keine Rückmeldung erhielt, glaubte er, dass die Strecke frei sei und entschied sich, Richtung Kykkelsrud weiterzufahren. Bergab fuhr die Draisine mit etwa 40 km/h.
In der Kurve bei Ihlen kam der Draisine eine Lokomotive mit zwei beladenen Wagen entgegen. Der bergwärts fahrende Zug hatte eine Geschwindigkeit von etwa 15 km/h und stieß mit der Draisine zusammen. Ein italienischer Ingenieur sprang von der Draisine, fiel aber rückwärts auf das Gleisbett, wurde von der Draisine und der Lokomotive überrollt, viele Meter mitgeschleppt und war sofort tot. Dem anderen italienischen Ingenieur wurde das Bein zerschmettert, er erlitt weitere Verletzungen und wurde nach Kristiania in ein Krankenhaus gebracht, wo er zwei Tage später verstarb. Der Fahrer wurde aus der Draisine herausgeworfen und landete auf dem Boden. Das ausgelaufene Benzin entzündete sich und die Draisine verbrannte. Der Fahrer überlebte ohne große Verletzungen, Furuholmen erlitt einen Schock. Die Lokomotive erlitt nur geringe Beschädigungen und wurde wieder hergerichtet.
Der Fahrer der Draisine Karl Engen wurde wegen unachtsamen Fahrens angeklagt. Die Verhandlung ergab, dass vom Bahnhof Askim in Kykkelsrud angerufen wurde, um zu erfahren, ob die Strecke frei sei. Da niemand an das Telefon ging, wurde am Bahnhof Askim angenommen, dass der Lokomotivführer in der Mittagspause sei und gab der Draisine den Abfahrauftrag. Der Fahrer wurde am Berufungsgericht in Sarpsborg freigesprochen und niemand anderes wurde angeklagt oder bestraft. Dabei wurde noch herausgefunden, dass es für die Strecke keine Sicherheitsbestimmungen gab. Noch eine Woche zuvor war die Sicherheit der Strecke von Verkehrsleiter Gotfred Furuholmen zusammen mit seinem Bruder Anders Furuholmen überprüft worden. Dabei wurden keine Probleme festgestellt.
Nach dem italienischen Ingenieur wurde in Ihlen nur wenige Schritte vom Unfallort entfernt eine Straße, Gregottisvingen, benannt.